# Nia Ali

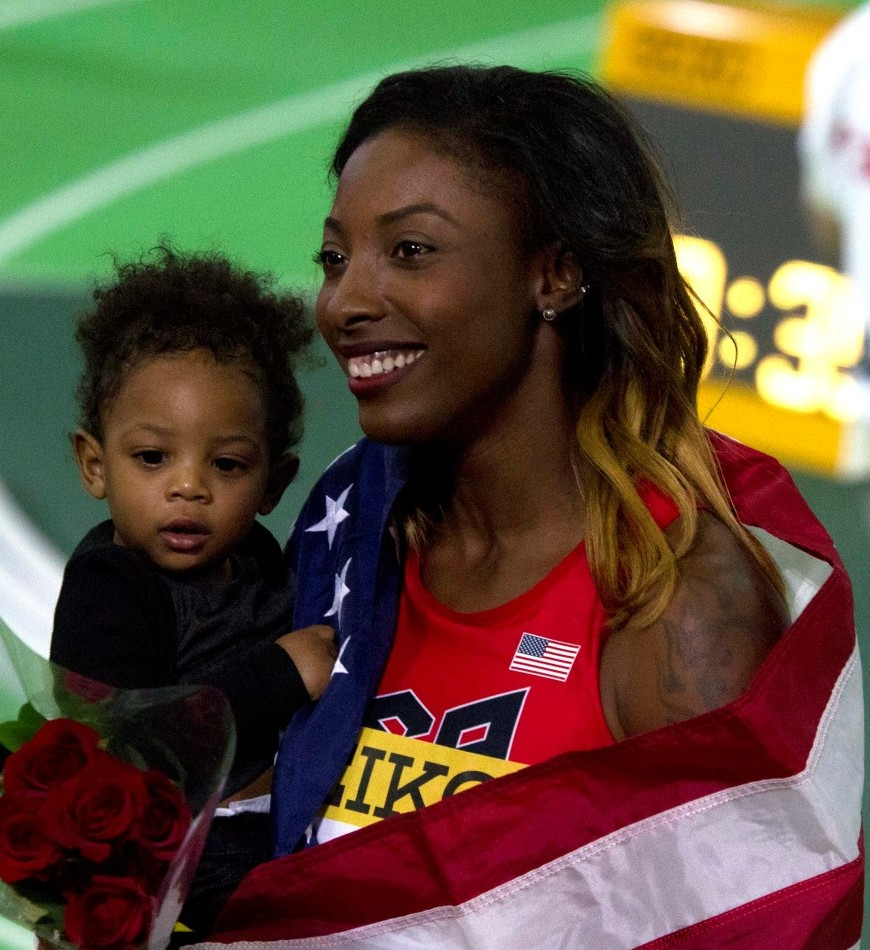
Nia Ali met haar zoontje op de WK indoor van 2016, Portland.

Nia Ali (Norristown, 23 oktober 1988) is een Amerikaanse atlete, die zich heeft toegelegd op de hordennummers. Ze is tweevoudig wereldindoorkampioene op de 60 m horden. Daarvoor was zij een goede meerkampster. Ze nam eenmaal deel aan de Olympische Spelen en won bij die gelegenheid een zilveren medaille.

## Loopbaan

### Van meerkamp naar horden
Tijdens haar studietijd aan de University of Southern California (USC) was Ali aanvankelijk vooral succesvol op de zevenkamp, maar richtte zich gaandeweg op de 100 m horden, waarop zij in 2011 voor USC de NCAA-titel in de wacht sleepte. Later dat seizoen veroverde zij ook op de universiade in Shenzhen op dit onderdeel de gouden medaille.

### Eerste nationale titel
In 2013 veroverde Ali voor de eerste maal een nationale titel; op de Amerikaanse indoorkampioenschappen werd zij op de 60 m horden eerste in 7,93 s. Tijdens het outdoorseizoen werd zij bij de Amerikaanse kampioenschappen derde op de 100 m horden, waarmee zij zich tevens kwalificeerde voor de wereldkampioenschappen in Moskou. Hier drong zij door tot de halve finale.

### Wereldindoorkampioene
Een jaar later prolongeerde Ali haar indoortitel. Ditmaal liep zij 7,80. Hierna werd zij uitgezonden naar de wereldindoorkampioenschappen in Sopot, waar zij haar eerste grote succes boekte door na een felle strijd met titelverdedigster Sally Pearson het goud te veroveren in 7,80. Pearson werd in 7,85 tweede, de Britse Tiffany Porter in 7,86 derde. De rest van het seizoen viel grotendeels in het water, doordat zij helemaal aan het begin ervan, in april, een blessure opliep. En toen ze hiervan eenmaal was hersteld en zich begon voor te bereiden op de WK van 2015 in Peking, bleek ze zwanger. Haar enige wapenfeit van 2015 is dan ook, dat ze halverwege het jaar beviel van een zoon.

### Titel geprolongeerd
In 2016 bleek Nia Ali nog niets aan kwaliteit te hebben ingeboet, want op de WK indoor in Portland prolongeerde zij met een tijd van 7,81 op de 60 m horden haar wereldtitel, al had ze op de finsih slechts een honderdste seconde voorsprong op haar landgenote Brianna Rollins (tweede in 7,82) en negen honderdste op de Britse Tiffany Porter (derde in 7,90).
Op de Olympische Spelen van 2016 kwam ze uit op het onderdeel 100 m horden. Ze won hierbij een zilveren medaille met een tijd van 12,59.

### Wereldkampioene
In 2019 werd Ali wereldkampioene over 100 m horden in Doha. In 2021 beviel zij van een kind en miste om die reden de Olympische Spelen van Tokio.

## Titels
- Wereldkampioene 100 m horden - 2019
- Wereldindoorkampioene 60 m horden – 2014, 2016
- Universitair kampioene 100 m horden – 2011
- Amerikaans indoorkampioene 60 m horden – 2013, 2014
- NCAA-kampioene 100 m horden – 2011

## Persoonlijke records
Outdoor
| Onderdeel    | Prestatie          | Datum          | Plaats       |
| ------------ | ------------------ | -------------- | ------------ |
| 200 m        | 23,90 s (+1,3 m/s) | 11 juni 2009   | Fayetteville |
| 800 m        | 2.23,32            | 14 april 2016  | Azusa        |
| 100 m horden | 12,34 s (+0,3 m/s) | 6 oktober 2019 | Doha         |
| hoogspringen | 1,86 m             | 14 mei 2011    | Tucson       |
| verspringen  | 5,89 m (+0,5 m/s)  | 12 juni 2009   | Fayetteville |
| kogelstoten  | 13,61 m            | 9 april 2009   | Los Angeles  |
| speerwerpen  | 39,24 m            | 10 mei 2009    | Eugene       |
| zevenkamp    | 5870 p             | 14 april 2016  | Azusa        |

Indoor
| Onderdeel    | Prestatie | Datum            | Plaats      |
| ------------ | --------- | ---------------- | ----------- |
| 60 m         | 7,43 s    | 18 januari 2014  | Seattle     |
| 55 m horden  | 7,89 s    | 28 januari 2006  | New York    |
| 60 m horden  | 7,80 s    | 23 februari 2014 | Albuquerque |
| hoogspringen | 1,78 m    | 22 januari 2016  | Albuquerque |
| verspringen  | 5,82 m    | 16 januari 2016  | Seattle     |
| kogelstoten  | 12,07 m   | 26 december 2015 | New York    |

## Palmares

### 60 m horden
- 2013:  Amerikaanse indoorkamp. – 7,93 s
- 2014:  Amerikaanse indoorkamp. – 7,80 s
- 2014:  WK indoor – 7,80 s
- 2016:  WK indoor – 7,81 s

### 100 m horden
Kampioenschappen + overig
- 2011:  NCAA-kamp. – 12,63 s (+2,1 m/s)
- 2011:  Universiade – 12,85 s (-1,3 m/s) (in serie 12,79 s)
- 2013:  Amerikaanse kamp. – 12,48 s
- 2013: 3e in ½ fin. WK – 12,83 s (-0,6 m/s)
- 2016:  OS – 12,59 s (0,0 m/s)
- 2017: 8e WK – 13,04 (+0,1 m/s)
- 2019:  WK – 12,34 s (+0,3 m/s)
- 2022: DSQ in series WK
- 2023:  FBK Games - 12,61 s (+0,2 m/s)
- 2024:  Paavo Nurmi Games te Turku - 12,48 s (+1,6 m/s)
- 2024: 5e FBK Games - 12,58 s (+1,6 m/s)

Diamond League-podiumplekken
- 2016:  DN Galan – 12,85 s (-0,4 m/s)
- 2019:  Müller Anniversary Games - 12,57 s
- 2019:  Memorial Van Damme - 12,74 s
- 2022:  Golden Gala - 12,71 s
- 2022:  BAUHAUS-galan - 12,53 s

1983: Bettine Jahn ·
1987: Ginka Zagorcheva ·
1991: Ludmila Narozhilenko ·
1993: Gail Devers ·
1995: Gail Devers ·
1997: Ludmila Engquist ·
1999: Gail Devers ·
2001: Anjanette Kirkland ·
2003: Perdita Felicien ·
2005: Michelle Perry ·
2007: Michelle Perry ·
2009: Brigitte Foster-Hylton ·
2011: Sally Pearson ·
2013: Brianna Rollins ·
2015: Danielle Williams ·
2017: Sally Pearson ·
2019: Nia Ali ·
2022: Tobi Amusan ·
2023: Danielle Williams